# Фераро (Козенца)
Фераро (итал. Ferraro) је насеље у Италији у округу Козенца, региону Калабрија.
Према процени из 2011. у насељу је живело 125 становника. Насеље се налази на надморској висини од 555 м.